# Chalcodryidae
Chalcodryidae là một họ bọ cánh cứng thuộc phân bộ Polyphaga.

## Hình ảnh

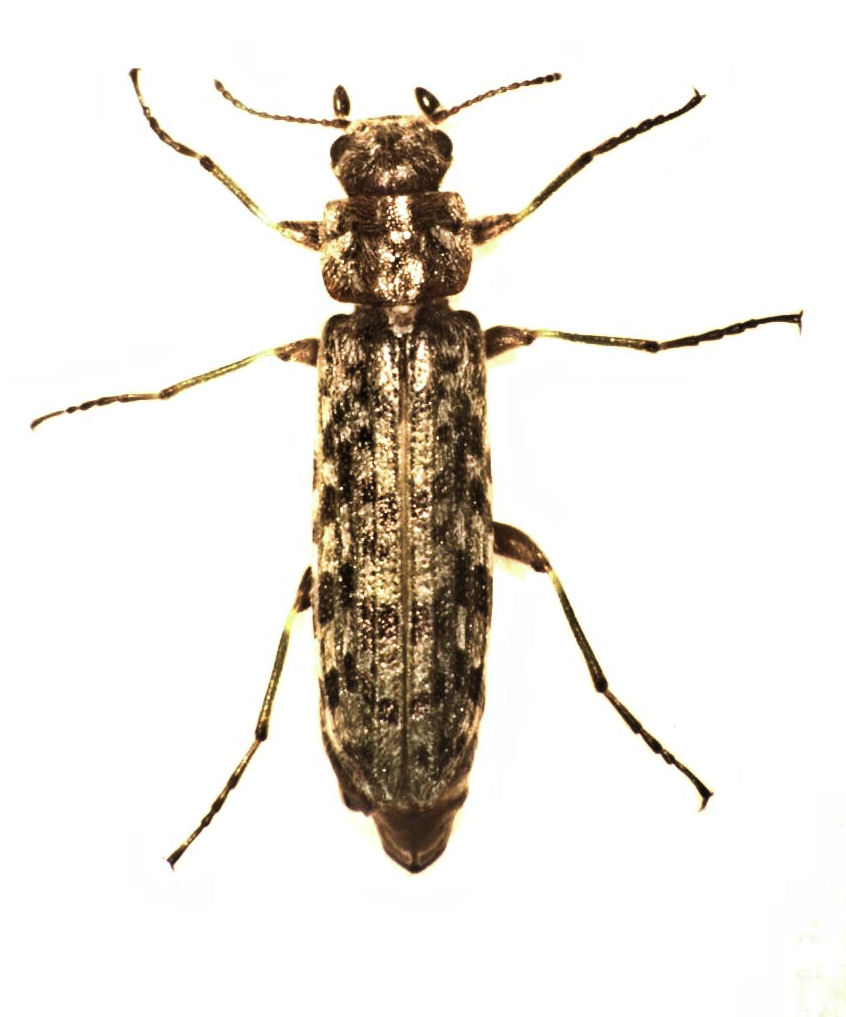
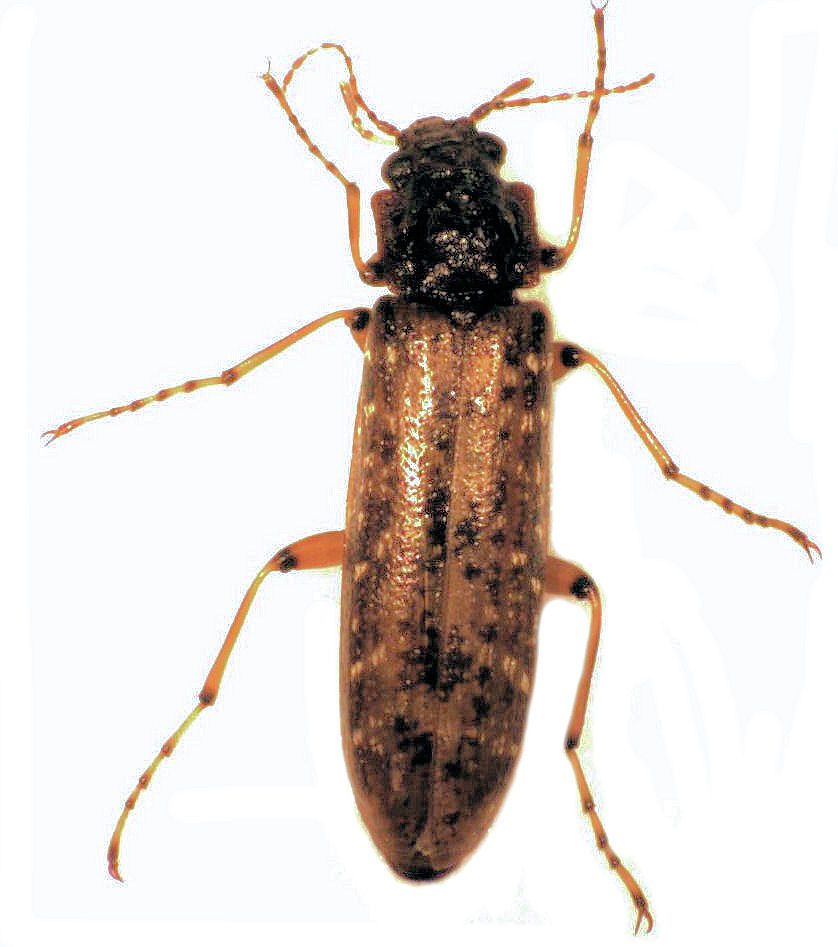